# Šárka Bartošová
Šárka Bartošová (15. září 1922, Frenštát pod Radhoštěm – 17. července 2014) byla česká historička, zabývající se především regionálními dějinami, levicovou politikou a dějinami dělnického hnutí.

## Životopis
Studovala dějepis a češtinu na Univerzitě Karlově (1945–1947) a Univerzitě Palackého v Olomouci (1947–1949), většinu své pracovní dráhy pracovala v oboru novějších dějin při katedře marxismu-leninismu. Věnovala se mj. regionálním dějinám Přerovska a nástupu nacismu k moci v Německu a Rakousku.

## Osobní život
Šárka Bartošová byla dcerou malíře Břetislava Bartoše, po němž si nechala příjmení. Jejím manželem byl olomoucký historik Josef Bieberle.

## Dílo (výběr)
- (společně s Josefem Bieberlem): Meziválečná levice na Olomoucku. 1. brož. vyd. [Olomouc]: Olomoucké vzdělávací sdružení, 2012. 64 s. ISBN 978-80-905406-0-6.